# Gare de Longueil-Annel
Gare de Longueil-Annel vasútállomás Franciaországban, Longueil-Annel településen.

## Vasútvonalak
Az állomást az alábbi vasútvonalak érintik:
- Creil–Jeumont-vasútvonal

## Kapcsolódó állomások
A vasútállomáshoz az alábbi állomások vannak a legközelebb:
- Gare de Compiègne
- Gare de Thourotte